# Sinhyeonwonchang-dong
Sinhyeonwonchang-dong (koreanska: 신현원창동) är en stadsdel i staden Incheon i Sydkorea, 28 km väster om huvudstaden Seoul. Den ligger i stadsdistriktet Seo-gu.